# Izvorul din satul Bursuc
Izvorul din satul Bursuc este un monument al naturii de tip hidrologic în raionul Florești, Republica Moldova. Este amplasat în râpa de lângă podul din satul Bursuc. Ocupă o suprafață de 1,5 ha, sau 0,08 ha conform unor aprecieri recente. Obiectul este administrat de Primăria comunei Japca.

## Descriere

### Amplasare
Obiectul protejat este amplasat pe malul stâng al unui pârâu care curge dinspre satul Salcia, într-un defileu (râpă) numit „Haragii”. Pârâul se revarsă direct în Nistru, fluviu față de care izvorul se află la aprox. 500 m depărtare.

### Amenajare
Construcția izvorului reprezintă niște pereți de piatră în două praguri. Apa curge dintr-o țeavă de plastic într-un uluc scobit într-o bucată mare de piatră. În amonte se află o fântână de acumulare a apei.

### Clasificare
Izvorul are apă rece, este oligomineral după gradul de mineralizare și descendent de terasă din punct de vedere geologic. După compoziția chimică este un izvor cu apă hidrocarbonată–magneziu-calcică (HCO3; Mg – Ca).

## Proprietățile apei
Apa este în general potabilă, fără miros, incoloră și neutră (pH 7,2). Nivelul de poluare cu nitrați este de 49,5 mg/l, ceea ce reprezintă cantitatea maxim admisă. Gustul apei este slab sălciu, cu mineralizare predominant bicarbonato-sulfatică/bicarbonatică.

## Statut de protecție
Izvorul este un obiect hidrologic de valoare națională, cu debit mare, de 20 l/min (sau 36 l/min, conform unei alte surse). Reprezintă principala sursă de apă a locuitorilor unei mahalale din satul Bursuc. Aria protejată se învecinează cu un teren mlăștinos de aproximativ 250–300 m², unde viețuiesc cel puțin trei specii de amfibieni (izvorașul cu abdomen roșu, broasca de lac mare și broasca de lac mică), o specie de reptile, trei specii de libelule și două de hemiptere.
Din 1998, conform Legii nr. 1538 privind fondul ariior naturale protejate de stat, izvorul are statut de monument al naturii. În anexele legii, se atestă că acesta aparținea Întreprinderii Agricole „Moldova”. Între timp, izvorul a trecut la balanța Primăriei comunei Japca, din care satul Bursuc face parte.

### Stare ecologică
Locul în care se găsește izvorul este împădurit, are un relief stâncos, populat de vegetație petrofită. Gospodăriile oamenilor sunt amplasate la o distanță mică. Pășunatul animalelor nu se practică în acest loc, dar la numai 10 m de izvor se află o gunoiște neautorizată. Pentru ameliorarea situației ecologice, este necesară lichidarea acestei gunoiști, reamenajarea izvorului și instalarea unui panou informativ.